# Cantharis cedricola
Cantharis cedricola es una especie de coleóptero (insecto del orden Coleoptera) de la familia Cantharidae, perteneciente al género Cantharis.

## Localización
Esta especie de coleóptero se encuentra localizada en Europa.